# 콜린 그린우드
콜린 그린우드 (Colin Greenwood, 본명 : Colin Charles Greenwood, 1969년 6월 26일 ~)는 영국 출신의 얼터너티브 록 밴드인 라디오헤드의 멤버이다. 그는 다른 악기도 연주하지만 밴드의 베이스 연주자로 가장 잘 알려져 있다. 그는 또한 라디오헤드의 또 다른 멤버인 기타리스트 조니 그린우드의 형이다.
1998년 12월에 그린우드는 예술 평론가이며 작가인 Molly McGrann와 결혼을 했다. 2003년 12월에 태어난 장남 Jesse와 2005년 12월에 태어난 차남 Asa가 있다. Oxfordshire에 있는 작은 동네에 산다.